# Abbazia di Sant'Illidio
L'abbazia di Sant'Illidio  ('abbazia de Saint-Alyre, in lingua francese) era un'abbazia benedettina fondata in un sobborgo a nord della città di Clermont, presso la tomba di sant'Illidio di Clermont, quarto vescovo di Clermont secondo la tradizione. I suoi edifici accolgono oggi l'Institution Saint-Alyre.

## Monastero benedettino

### Storia

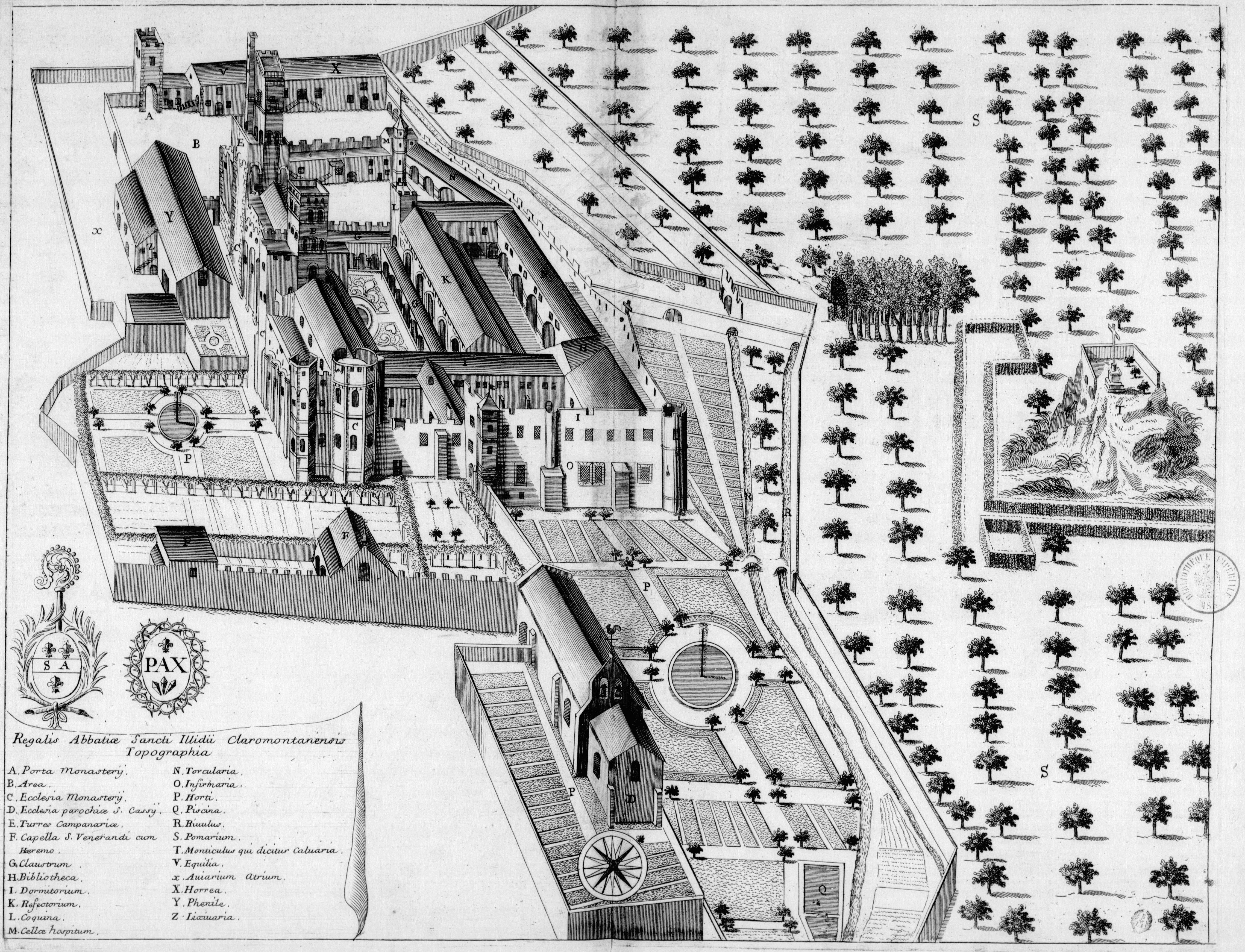
L'abbazia nel XVII secolo, tavola incisa del Monasticon Gallicanum.

La costruzione dell'abbazia di sant'Illidio iniziò nel V secolo,. L'abbazia fu ricostruita ne XII secolo. Essa giunse a mantenere la propria indipendenza dal vescovo di Clermont e nel 1374 passò sotto il patronato dell' Abbazia di San Vittore di Marsiglia.

### Elenco degli abati
Fonte: Gallia christiana.
- 1106 : Pierre.
- vers 1165 : Arnaud.
- vers 1180-verso il 1210 : Arnaud.
- vers 1225-1234 : Amblard de Bromo.
- 1234-1247 : Pierre.
- 1247-1252 : Robert de Hauteroche.
- 1252-vers 1270 : Hugues de Cussac.
- vers 1270-1285 : Jean Bel.
- 1285-1307 : Bernard Lordet.
- 1340-1363 : Étienne Aubert.
- 1468-1500 : Jacques d'Amboise.
- 1575-1578, puis 1592-1594 : Jacques du Breul.

## Monaci e personalità dell'abbazia
- Étienne Aldebrand fu novizio, poi monaco in quei luoghi prima di diventare priore del priorato di Thuret.

## Istituzione Saint-Alyre
L'Istituzione Saint-Alyre accoglie i seguenti istituti:
- scuola;
- collegio;
- liceo d'insegnamento generale e tecnologico;
- liceo professionale;
- insegnamento superiore.